# Капитолий штата Флорида
Капитолий штата Флорида (англ. Florida State Capitol) расположен в Таллахасси, столице штата Флорида.
Капитолий штата Флорида по своему уникален, это комплекс из двух расположенных рядом зданий — Старого Исторического здания и Нового Капитолия. Старое здание напоминает большинство капитолиев США — классическое строение с куполом, построенное в 1845 году. Ему грозил снос в конце 1970-х годов после постройки нового Капитолия. Однако, к 1982 году классическое здание было отреставрировано, в нём расположены губернаторские апартаменты, палаты Верховного суда, Палаты представителей и Сената, а также музей. В новой башне расположены помещения и офисы Законодательного собрания Флориды, состоящего из Сената Флориды и Палаты представителей Флориды.
Капитолий штата Флорида  открыт для публики с понедельника по пятницу с 8:00 до 17:00 кроме государственных праздников.
С 1973 года Старый Капитолий добавлен в Национальный реестр исторических мест США.